# Literary Review
Literary Review ist eine britische Literaturzeitschrift mit einer Auflage von annähernd 22.500 Exemplaren.

## Konzept
Literary Review wurde 1979 von Anne Smith, damals Leiterin des Englisch-Fachbereichs an der University of Edinburgh, gegründet. 1982 wurde der Verlagssitz nach London verlegt. In den 1980er Jahren wurde der Autor, Journalist und Verleger Naim Attalah Besitzer der Zeitschrift und setzte Auberon Waugh als Chefredakteur ein. Seit November 1999 wird dieser Posten von Nancy Sladek, einer langjährigen Autorin des Magazins, ausgefüllt, die 2015 die Benson Medal für einen herausragenden Beitrag zur Literatur erhielt.
Das Magazin versucht literarisch interessierte Menschen anzusprechen und verzichtet weitestgehend auf Fachsprache. Es enthält vor allem Besprechungen von anderen Autoren, aber auch von Literaturkritikern. Das Cover der Zeitschrift wird seit 1997 von Chris Riddell gestaltet, der von 2015 bis 2017 die Auszeichnung Children’s Laureate gewann.
Seit 1993 vergibt die Zeitschrift jährlich den Bad Sex in Fiction Award für die schlechtesten Sex-Schilderungen in einem Roman.